# Макаревська Світлана Борисівна
Світлана Борисівна Макаревська (народилася 14 квітня 1947 в місті Хуст Закарпатської області) — українська поетеса.
Народилася в сім'ї учителя.

## Освіта
- 1953–1956 — початкові класи Вільшанської школи, Закарпаття.
- 1956–1957 — навчалася в середній залізничній школі м. Шепетівка Хмельницької області.
- 1957–1964 — навчалася у Віньковецькій середній школі Хмельницької області.
- 1970 — закінчила Київський інженерно-будівельний інститут, інженер-будівельник.

## Кар'єра
- 1970–2007 — працювала в Київському Зональному науково-дослідному і проектному інституті цивільного будівництва («Київ ЗНДІЕП») на інженерних посадах та завідувачкою відділу аспірантури.

## Літературна творчість
Є автором поетичних збірок:

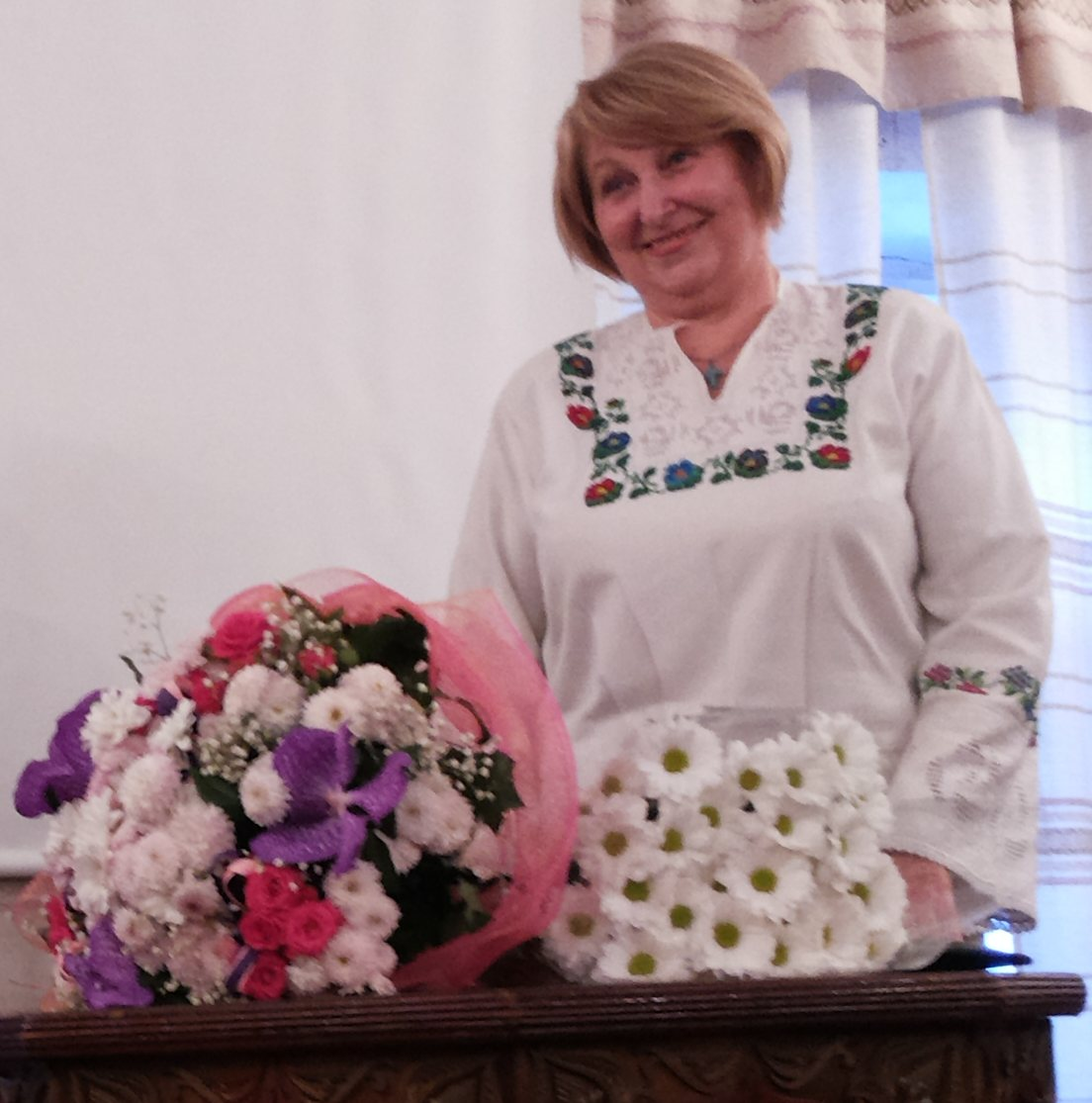
Світлана Макаревська на презентації своїх збірок. Київ, 19 жовтня 2013

1. Макаревська С. Б. Коралі: Поезії. — Київ: «Транспорт України», 1996. — 93 сторінки, тираж 2000, 6 аркушів кольорових малюнків (слайди картин Івана Марчука).
2. Макаревська С. Б. Я пожежу вогнем гасила: Поезії / Передмова Тамари Мукмінової. — Київ: «Транспорт України», 1999. — 112 сторінок, ілюстрації. ISBN 966-7098-13-3, тираж 1000.
3. Макаревська С. Б. Було і буде: Поезії / Передмова Петра Москаленка. — Київ : «Транспорт України», 2002. - 160 сторінок, ілюстрації. ISBN 966-7098-20-6, тираж 1000.
4. Макаревська С. Б. Тепла хвиля: Поезії. — Київ: «Транспорт України», 2005[1].

У четверту збірку «Тепла хвиля», крім віршів, увійшли прозові твори.
Збірки ілюстровані репродукціями творів Народних художників України Івана Марчука та Людмили Жоголь, з якими авторка тісно співпрацює.
Вірші С. Макаревської та відгуки про її творчість публікувалися у газетах «Вечірній Київ», «Хрещатик», «Дзеркало тижня», «Культура і життя», «Сільське життя», «Лесин край», «Магістраль», у журналі «Україна» тощо.
Вірші, пісні на слова С. Макаревської неодноразово звучали на українському радіо. За її участю виходили в ефір радіопередачі «Берегиня», «Мистецтво бути жінкою», а також телевізійні репортажі.
Вірш «Спогад» опублікований у збірці «Мчать крізь серце поїзди» (Київ, 1999).
У 2006 була представлена у календарі-довіднику «Жінки України».
Вірші Світлани Макаревської увійшли до збірки «Материнська молитва. Українки – героям Майдану» // «Наш Формат», Київ, 2014 
Творчі вечори та презентації її книг проводились в Українському Фонді Культури, Музеї-заповіднику «Києво-Печерська Лавра», Музеї книги та друкарства тощо.

## Літературні відзнаки
- 2011 — Приз літературних симпатій на III Міжнародному «Конкурсі без границь» в рамках благодійного проекту «В ім'я життя на землі!» та Програми «Майстерня творчості» (за підтримки Міжнародної Асоціації ЮНЕСКО). Фундатор конкурсу — Міжнародний Благодійний Фонд «INSHE ZHITTIA».

## Родина
Чоловік Макаревський Іван Филимонович (1943) — заслужений будівельний України, директор Комунального підприємства «Житлоінвестпроект». Донька Олена (1966) — юрист, син Артем (1971) — лікар.